# Lavoy Allen
Lavoy Allen (Trenton, 4 febbraio 1989) è un ex cestista statunitense, professionista in Cina negli Zhejiang Golden Bulls e precedentemente in Francia e in NBA.

## Carriera
Dopo aver disputato quattro stagioni NCAA con Temple, è approdato ai Philadelphia 76ers nella stagione 2011-12.
Il 20 febbraio 2014 venne ceduto dai 76ers agli Indiana Pacers, insieme ad Evan Turner, in cambio di Danny Granger.
Il 28 novembre 2017 lasciò l'NBA dopo 6 anni trasferendosi agli Zhejiang Golden Bulls nel Campionato cinese.

## Statistiche

### College
| Anno      | Squadra     | PG  | PT  | MP   | TC%  | 3P%  | TL%  | RP   | AP  | PRP | SP  | PP   |
| --------- | ----------- | --- | --- | ---- | ---- | ---- | ---- | ---- | --- | --- | --- | ---- |
| 2007-2008 | Temple Owls | 34  | 32  | 29,2 | 55,8 | 40,0 | 73,7 | 5,7  | 1,6 | 0,5 | 1,5 | 8,1  |
| 2008-2009 | Temple Owls | 33  | 31  | 31,3 | 57,9 | 33,3 | 64,2 | 9,0  | 2,1 | 0,4 | 1,5 | 10,9 |
| 2009-2010 | Temple Owls | 35  | 34  | 34,5 | 53,6 | 21,7 | 62,5 | 10,7 | 2,4 | 0,5 | 1,4 | 11,5 |
| 2010-2011 | Temple Owls | 33  | 33  | 33,9 | 48,0 | 29,4 | 69,7 | 8,6  | 2,3 | 0,7 | 1,8 | 11,6 |
| Carriera  | Carriera    | 135 | 130 | 32,2 | 53,4 | 28,8 | 67,1 | 8,5  | 2,1 | 0,5 | 1,6 | 10,5 |

### NBA

#### Regular season
| Anno      | Squadra            | PG  | PT | MP   | TC%  | 3P%  | TL%  | RP  | AP  | PRP | SP  | PP  |
| --------- | ------------------ | --- | -- | ---- | ---- | ---- | ---- | --- | --- | --- | --- | --- |
| 2011-2012 | Philadelphia 76ers | 41  | 15 | 15,2 | 47,3 | 0,0  | 78,6 | 4,2 | 0,8 | 0,3 | 0,4 | 4,1 |
| 2012-2013 | Philadelphia 76ers | 79  | 37 | 21,1 | 45,4 | 0,0  | 71,7 | 5,0 | 0,9 | 0,3 | 0,7 | 5,8 |
| 2013-2014 | Philadelphia 76ers | 51  | 2  | 18,8 | 44,0 | 15,4 | 67,5 | 5,4 | 1,3 | 0,4 | 0,5 | 5,2 |
| 2013-2014 | Indiana Pacers     | 14  | 0  | 8,0  | 50,0 | 0,0  | 60,0 | 2,4 | 0,4 | 0,1 | 0,3 | 2,9 |
| 2014-2015 | Indiana Pacers     | 63  | 0  | 17,0 | 47,2 | 0,0  | 70,2 | 5,1 | 1,2 | 0,2 | 0,7 | 5,0 |
| 2015-2016 | Indiana Pacers     | 79  | 28 | 20,2 | 51,6 | 0,0  | 63,0 | 5,4 | 1,0 | 0,3 | 0,5 | 5,4 |
| 2016-2017 | Indiana Pacers     | 61  | 5  | 14,3 | 45,8 | 0,0  | 69,7 | 3,6 | 0,9 | 0,3 | 0,4 | 2,9 |
| Carriera  | Carriera           | 388 | 87 | 17,8 | 47,1 | 13,3 | 68,2 | 4,8 | 1,0 | 0,3 | 0,6 | 4,8 |

### Play-off
| Anno     | Squadra            | PG | PT | MP   | TC%  | 3P% | TL%  | RP  | AP  | PRP | SP  | PP  |
| -------- | ------------------ | -- | -- | ---- | ---- | --- | ---- | --- | --- | --- | --- | --- |
| 2012     | Philadelphia 76ers | 12 | 1  | 19,7 | 55,7 | 0,0 | 58,3 | 4,9 | 0,3 | 0,8 | 0,9 | 6,3 |
| 2014     | Indiana Pacers     | 4  | 0  | 3,8  | 50,0 | 0,0 | -    | 1,3 | 0,3 | 0,0 | 0,0 | 1,0 |
| 2016     | Indiana Pacers     | 6  | 3  | 8,5  | 30,0 | 0,0 | -    | 2,3 | 0,3 | 0,2 | 0,2 | 1,0 |
| 2017     | Indiana Pacers     | 3  | 0  | 3,7  | 0,0  | 0,0 | -    | 0,7 | 0,0 | 0,0 | 0,0 | 0,0 |
| Carriera | Carriera           | 25 | 4  | 12,5 | 52,0 | 0,0 | 58,3 | 3,2 | 0,2 | 0,4 | 0,5 | 3,4 |